# Cessalto
Cessalto é uma comuna italiana da região do Vêneto, província de Treviso, com cerca de 3.137 habitantes. Estende-se por uma área de 28 km², tendo uma densidade populacional de 112 hab/km². Faz fronteira com Ceggia (VE), Chiarano, Motta di Livenza, Salgareda, San Donà di Piave (VE), Santo Stino di Livenza (VE), Torre di Mosto (VE).

## Demografia
| Variação demográfica do município entre 1861 e 2011                               |
|                                                                                   |
| Fonte: Istituto Nazionale di Statistica (ISTAT) - Elaboração gráfica da Wikipedia |